# Operatie Clobber
Onder de codenaam Operatie Clobber werden in december 1945 Duitse krijgsgevangenen vrijgelaten. 

## Geschiedenis
Tijdens de Tweede Wereldoorlog maakte de geallieerden veel krijgsgevangenen. Tijdens Operatie Clobber werden personen vrijgelaten die voor de wederopbouw van Duitsland noodzakelijk waren.